# 凤凰新村站
凤凰新村站是广州地铁8号线的车站，位于中国广东省广州市海珠區工业大道北南田路口以南的地底，於2010年11月3日啟用。

## 車站結構

### 車站樓層
鳳凰新村站共有3層。地面為工業大道北、南田路和內環路高架，地下一層为站厅；地下二层为设备区；地下三层為8號线月台。
| 地下一层 | 站厅       | 售票機、客服中心、商店、警务室、母婴室、安检设施 |  |  |
| 地下二层 | 设备区     | 车站设备                                         |  |  |
| 地下三层 | 1 站台     | █8号线 滘心方向（下站：同福西）                  |  |  |
|          | 分离式站台 |                                                  |  |  |
|          |            | 通道连接两侧站台                                 |  |  |
|          | 分离式站台 |                                                  |  |  |
|          | 2 站台     | █8号线 万胜围方向（下站：沙園）                  |  |  |

### 站厅
凤凰新村站站厅设于工业大道北南田路口东南侧的地底，面积较一般站厅小。为方便行人进出，收费区划分于站厅西侧。站厅收费区内设有一台升降机、三條扶手电梯以及一組楼梯供乘客前往月台层，連接站厅與月台的設施均全部位於1號月台一側。
凤凰新村站现时设有一家7-11便利店，站内亦设有自動售賣機、自动售卡/充值机等设施。
另外，本站的母婴室设于站厅非付费区A出入口旁。

### 月台
本站設有一組同層的分離式月台，以島式月台的方式排列，月台之間以行人通道連接，位於工業大道北南田路口以南、内环路高架引桥兩側的地底。

#### 存車線
本站南端設有一條存車線。該存車線可供停放故障列車或備用列車。在本站開通至8号线延长线开通前夕，該存車線供8號線列車進行站前折返。也由於這個原因，期間只使用西面的2號月台同時上下客，而東面的1號月台作為備用月台，只會在非常特殊的情況下作為終點站台使用。
但該存車線的道岔在此期間曾多次出現故障，無法自動轉轍。由於該存車線負責西行列車的折返，故會對8號線全線運營造成較大影響。為使運營不至於完全中斷，萬勝圍站出發的西行列車只能通過曉港站西端的渡線折返並以昌崗站4號月台為總站上下客，同時另外安排一列列車在8號線西行路軌單線往返昌崗站3號月台至鳳凰新村站沿途各站，並在本站1號月台上下客。來往兩段需在昌崗站換乘。
2019年11月19日及20日，8號線晚間低峰期部分列車在抵達本站時不再進入存車線，改為直接經正線進入1號月台下客，並隨即駛入延長線進行不載客試運行。11月21日開始，該安排擴展至8號線全天的運營，不过在部分时段仍会有载客列车使用存车线进行站前折返。随着8号线延长线的开通，該存車線作為終點站折返線的使命終告結束。
此外，本站在建設時亦往北挖掘了約四百米的隧道並已鋪軌，路軌盡頭大致位於革新路口。該兩段隧道曾暫作存車線使用，在需要的時候可用作臨時停放故障列車或備用列車。剩餘革新路口以北至同福西站的三百多米隧道亦已於2016年10月28日全面貫通。相关軌行區已在2019年9月27日三權移交運營單位，并随即開始進行运营调试。現時已成為本站至同福西站的正線行駛路段。

### 出入口
凤凰新村站目前在工业大道北东侧設有2個出入口供乘客进出车站。
此外，车站亦预留了位于工业大道北西侧的C、D出入口，C口更已在2013年开始前期招标，但均因拆迁问题无法实施。当局现时改为推进D口建设，并计划于2024年动工。
|                                                     |                                                           |      |            |                                                              |
| 編號                                                | 设施                                                      | 照片 | 出口指示   | 建議前往的目的地                                             |
| A                                                   | 盲道标志 · 轮椅升降台标志 · 无障碍通道标志 · 扶手电梯标志 |      | 工業大道北 | 梅园西路、凤凰新村、寶業路、梅園西（地铁凤凰新村站）公交車站 |
| B                                                   | 盲道标志 · 扶手电梯标志                                   |      | 南田路     | 工業大道北、革新路、南田西路公交車站                         |
| 註： 設有 \| 設有 \| 設有輪椅升降台 \| 設有扶手電梯 |                                                           |      |            |                                                              |

## 接駁交通
| 编号 | 编号  | 线路                       | 线路                  | 线路                   | 收费                  | 备注                             |
| ---- | ----- | -------------------------- | --------------------- | ---------------------- | --------------------- | -------------------------------- |
|      | 9     | 中山八路                   | ⇆                     | 沥滘                   | 2元                   | 经内环路、工业大道               |
|      | 10    | 昌岗路                     | ⇆                     | 恒福路                 | 2元                   |                                  |
|      | 16    | 天平架                     | ⇆                     | 凤凰岗                 | 2元                   |                                  |
|      | 31    | 解放北路（应元路口）       | ⇆                     | 南石西（地铁棣园站）   | 2元                   |                                  |
|      | 75    | 侨诚花园                   | ⇆                     | 芳信路（郭村小区）     | 2元                   |                                  |
|      | 121A  | 珠江帝景苑                 | ⇆                     | 芳和花园               | 2元                   |                                  |
|      | 广123 | （广州）革新路（光大花园） | ⇆                     | （佛山）半岛花园       | 2元                   |                                  |
|      | 220   | 南箕路                     | ⇆                     | 动物园（先烈中路）     | 2元                   |                                  |
|      | 226   | 大塘（坚真花园）           | ⇆                     | 恒宝广场               | 2元                   |                                  |
|      | 243   | 员村（美林花园）           | ⇆                     | 革新路（光大花园）     | 3元                   |                                  |
|      | 288   | 祈福新邨                   | ⇆                     | 西华路尾               | 3元                   |                                  |
|      | 288A  | 已于2024年6月30日停办      | 已于2024年6月30日停办 | 已于2024年6月30日停办  | 已于2024年6月30日停办 | 已于2024年6月30日停办            |
|      | 303   | 番禺市桥汽车站             | ⇆                     | 太古仓路               | 3元                   |                                  |
|      | 487   | 白鹤沙                     | ⇆                     | 凤凰岗                 | 2元                   |                                  |
|      | 489   | 太古仓路                   | ⇆                     | 江南西路               | 2元                   |                                  |
|      | 521   | 凰岗                       | ⇆                     | 石溪                   | 2元                   | 石溪方向经凤凰新村（宝业路口）   |
|      | 780   | 芳村葵蓬（嵘都花园）       | ⇆                     | 南洲花园               | 2元                   |                                  |
|      | 813   | 革新路（光大花园）         | ⇆                     | 棠德花苑西             | 3元                   |                                  |
|      | 963   | 革新路（光大花园）         | ↻                     | 纸厂横马路             | 2元                   |                                  |
|      | 995   | 太古仓路                   | ↺                     | 广州圆                 | 2元                   |                                  |
|      | B21   | 革新路                     | ⇆                     | 棠德花苑               | 2元                   |                                  |
|      | 夜3   | 凰岗                       | ⇆                     | 石溪                   | 3元                   | 石溪方向经光大花园 521路附属线路 |
|      | 夜7   | 广州火车站（草暖公园）     | ⇆                     | 纸厂横马路             | 3元                   | 31路附属线路                     |
|      | 夜45  | 大塘（坚真花园）           | ⇆                     | 城西花园               | 3元                   | 226路附属线路                    |
|      | 夜79  | 广州南站                   | ⇆                     | 广州火车站（草暖公园） | 4–5元                 | 312路附属线路                    |

| 编号 | 编号 | 线路                   | 线路                 | 线路                 | 收费                 | 备注                 |
| ---- | ---- | ---------------------- | -------------------- | -------------------- | -------------------- | -------------------- |
|      | 112  | 已于2025年3月2日停办   | 已于2025年3月2日停办 | 已于2025年3月2日停办 | 已于2025年3月2日停办 | 已于2025年3月2日停办 |
|      | 113  | 南田路                 | ⇆                    | 棠安路               | 2元                  | 使用无轨电车运营     |
|      | 114  | 南田路                 | ⇆                    | 罗冲围（松南路）     | 2元                  |                      |
|      | 121A | 珠江帝景苑             | ⇆                    | 芳和花园             | 2元                  |                      |
|      | 188  | 大基头（木偶艺术剧院） | ↺                    | 广医二院             | 2元                  |                      |
|      | 226  | 大塘（坚真花园）       | ⇆                    | 恒宝广场             | 2元                  |                      |
|      | 236  | 天平架                 | ⇆                    | 滘口客运站           | 2元                  |                      |
|      | 243  | 员村（美林花园）       | ⇆                    | 革新路（光大花园）   | 3元                  |                      |
|      | 夜45 | 大塘（坚真花园）       | ⇆                    | 城西花园             | 3元                  | 226路附属线路        |

## 利用情況
本站附近均是住宅區，因此客流都以附近居民為主。8号线为终点站时由于比较绕路，客流不是很多，但其後在北延段開通之後通達性得到提升，令本站客流有所上升。

## 歷史
本站最早出現在1997年的《廣州市城市快速軌道交通線網規劃研究（最終報告）》中，是當時的方案A之中4號線的一個車站，位置已與現時相若。後來該4號線在2003年的規劃方案中成為8號線的一部分。隨後本站作為8號線西延段（曉港至文化公園）的其中一站，得以列入2/8號綫拆分工程中興建。
但受到2008年規劃的影響，8號線成為環線，因當時環線有大環和小環兩個方案，兩個方案中本站以北路段走向不一致。因環線規劃未能落實採用哪個方案，故令本站至文化公園的一段緩建。但隨後在2010年規劃中，環線改為採用完全新建的特大環線方案，因此8號線恢復2008年前的規劃走向。本站至文化公園的一段最終與8號線北延段工程一同進行建設。车站設計時，已经考虑到施工时需要避让内环路高架桥墩，同时不影响交通繁忙的工业大道北，因此本站以暗挖方式建造站台，并在工业大道北东侧设置站厅。
因沙園站附近的沙园冷站试运行时影响到附近居民，而引起居民反对，導致沙園冷卻塔無法投入運行，令本站及沙園站、宝岗大道站无法在2010年9月25日与新二号线和八号线同时开通。当时西行列车到达昌岗站随即进行清客，然后列车驶至本站折返返回昌岗站起载。後來地鐵方面與居民談判後取得進展，讓沙園冷卻塔終能夠投入運行，三站随即在2010年11月3日开通运营。
2022年，本站曾多次受疫情防控措施影响而需要调整服务。8-9月疫情期间，本站于8月31日至9月4日暂停服务。年末疫情期间，本站于11月5日9时至11月13日及11月26日10时至11月30日下午暂停运营；期间为服务成人高考等考试考生，5日及6日的早上9时前仍提供服务。